# Trap Cake, Vol. 2
Trap Cake, Vol. 2 es el segundo EP del cantante puertorriqueño Rauw Alejandro. Fue lanzado el 25 de febrero de 2022 a través de Sony Music Latin y Duars Entertainment, como continuación de su EP debut lanzado en 2019, Trap Cake, Vol. 1. Cuenta con apariciones especiales de Shenseea, Future, Rvssian, Ty Dolla Sign y Ankhal.

## Sencillos
El primer sencillo del EP fue «Caprichoso» lanzado dos semanas antes de que se lanzará el EP, el 7 de febrero de 2022.
El segundo sencillo «Gracias por nada» fue lanzado el 24 de febrero de 2022, justo un día antes de que se lanzará el EP.
«Wuepa» junto a Ankhal, se lanzó como tercer sencillo del EP junto con un videoclip el 29 de marzo de 2022.
El cuarto y último sencillo del EP «Museo» se lanzó junto a un video musical el 11 de abril de 2022.

## Desempeño comercial
Trap Cake, Vol. 2 debutó en el número 6 en las listas de Billboard Top Latin Albums y Latin Rhythm Albums de Estados Unidos con 7,000 unidades equivalentes a álbumes.

## Lista de canciones
| Listado de pistas del EP "Trap Cake, Vol. 2" |                                       | |                                                         |          |  |
| N.º                                          | Título                                | Escritor(es) | Productor(es)                                           | Duración |  |
| 1.                                           | «Museo»                               | Raúl Alejandro Ocasio Ruiz | Ocasio • Adrián Sánchez • Luis González • Jorge Pizarro | 4:15     |  |
| 2.                                           | «Caprichoso»                          | Ocasio • Rosalía Vila Tobella • Álvaro Díaz • Lance Shipp • Nathalia Marshall • Rachael Kennedy • Tarik Johnson                       | El Zorro • Rvssian                                      | 2:48     |  |
| 3.                                           | «Red velvet» (junto a Shenseea)       | Ocasio • Andrew Green • Chinsea Lee • Díaz • Johnson                                                                                  | Raúl Ocasio Ruiz • González • Héctor López              | 3:33     |  |
| 4.                                           | «Fck U X2» (junto a Future y Rvssian) | Ocasio • Donny Flores • Green • Díaz • Jorge Pizarro • Kevin Thomas • Shipp • Marshall • Nayvadius Wilburn • Oswaldo Rangel • Kennedy | Johnson • Flores                                        | 4:40     |  |
| 5.                                           | «No drama» (junto a Ty Dolla Sign)    | Ocasio • Tyron William Griffin Jr. • Joshua Parker                                                                                    | Héctor López • OG Parker                                | 3:14     |  |
| 6.                                           | «Wuepa» (junto a Ankhal)              | Ocasio • Anthony Mercado | Raúl Ocasio Ruiz • López • González • Pizarro           | 3:42     |  |
| 7.                                           | «Gracias por nada»                    | Ocasio • Díaz • Roberto Rivera Elías                                                                                                  | El Zorro • Mr. Naisgai                                  | 3:39     |  |
| 8.                                           | «GTR»                                 | Ocasio • Díaz • José Alvarado Villa                                                                                                   | López                                                   | 3:26     |  |
| 9.                                           | «Hackiao»                             | Ocasio | Raúl Ocasio Ruiz • Pizarro • González                   | 4:12     |  |
| 33:28                                        |                                       | |                                                         |          |  |

Notas
- Todos los títulos de las pistas están estilizados en mayúsculas.

## Posicionamiento en listas
| Lista (2022)                      | Mejor posición |
| --------------------------------- | -------------- |
| España (PROMUSICAE)               | 9              |
| Estados Unidos (Top Latin Albums) | 6              |